# Compañía Alemana del África Oriental
La Compañía Alemana del África Oriental (Deutsch-Ostafrikanische Gesellschaft) fue una entidad privada comercial fundada por Karl Peters bajo el impulso del canciller alemán Otto von Bismarck, el 2 de abril de 1885. Se encargaba de la administración del protectorado alemán del África Oriental, donde Peters había firmado algunos tratados, y que fue reconocido por la Conferencia de Berlín en 1885. El protectorado se estableció el 27 de mayo de 1885 y su administración fue concedida a la compañía. La primera capital se estableció en Bagamoyo, pero al poco tiempo se trasladó a Dar es Salaam.
El 28 de abril de 1888 la compañía alquiló las tierras continentales frente a la isla de Zanzíbar, al sultán de la isla, por un período de cincuenta años; el mismo año absorbió la Compañía Alemana de Witu fundada por los hermanos Denhardt, que había quebrado después de un año y medio de operaciones. El intento de alcanzar la administración en los territorios de la costa llevó a una revuelta general, y la compañía sólo pudo resistir en Dar es Salaam y Bagamoyo con la ayuda de la marina alemana.
En 1889 Peters fue a Uganda y llegó a firmar un acuerdo de protectorado con el rey Mwanga II de Buganda. Sin embargo, dado que éste previamente había aceptado la bandera de la Compañía Imperial Británica de África Oriental, ésta denunció el tratado como nulo. El acuerdo entre Gran Bretaña y Alemania de 1 de julio de 1890 aclaró la situación, regulando las fronteras y las áreas de influencia en África y cambiando Helgoland por Zanzíbar. El Protectorado alemán sobre el sultanato de Witu, administrado por la compañía, pasó a los británicos bajo administración la Compañía Imperial Británica de África Oriental, y Alemania renunció a sus derechos alemanes sobre, también en favor de los británicos y la compañía imperial.
En 1890, cuando ya era evidente que no podía dominar el territorio y los conflictos con los británicos habían sido superados, la Compañía vendió sus activos al gobierno alemán, que comenzó la administración directa del territorio. La compañía conservó la administración de algunas plantaciones, factorías y negocios. La administración alemana se inició el 1 de enero de 1891.